# Kabinett Marijnen

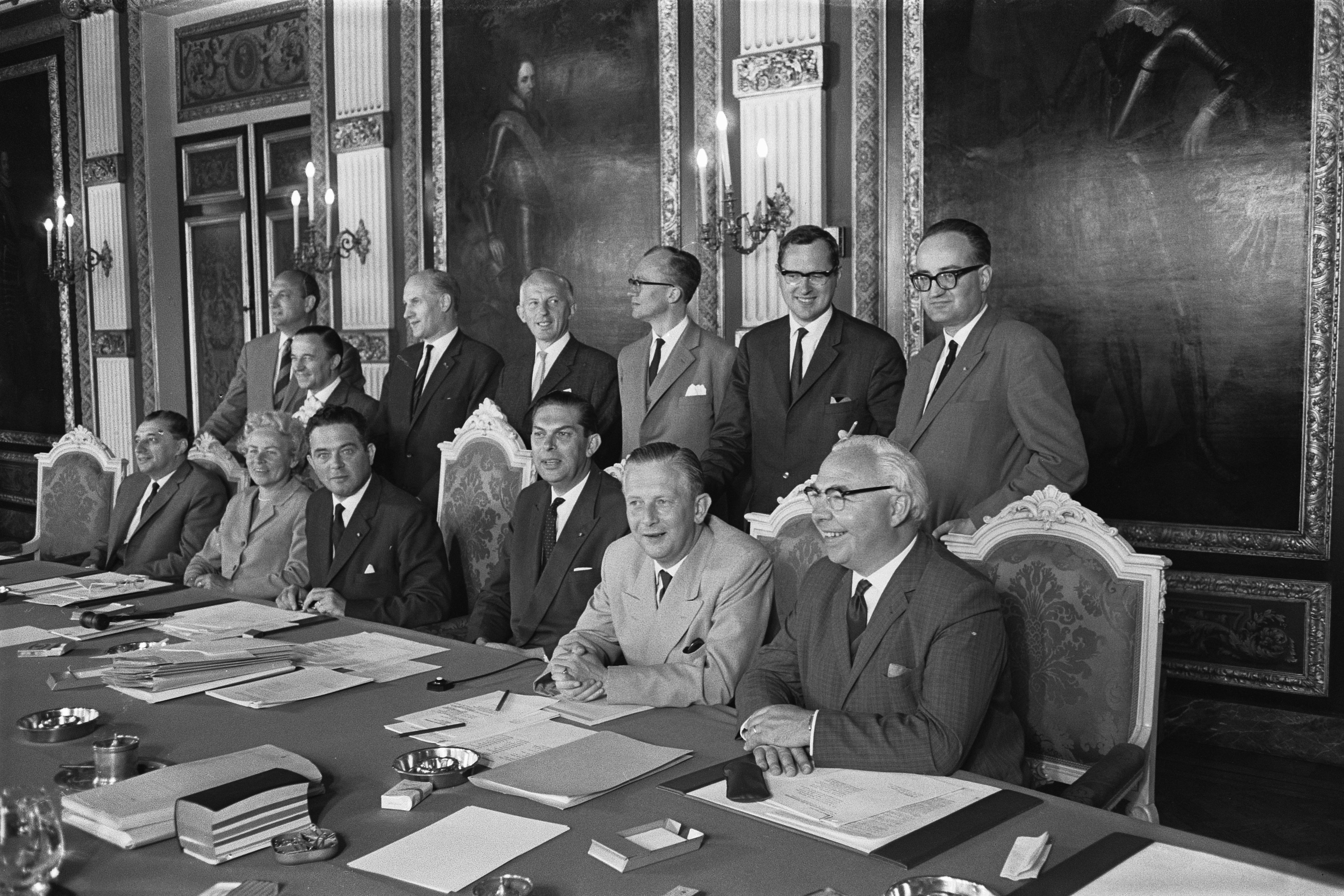
Kabinett Marijnen 1963

Das Kabinett Marijnen bildete vom 24. Juli 1963 bis 14. April 1965 die Regierung der Niederlande. Es handelte sich um eine Koalition aus den christdemokratischen Parteien KVP, ARP und CHU und der liberalen VVD.

## Zusammensetzung

### Minister
| Geschäftsbereich/Amt                                             | Minister                | Partei |
| ---------------------------------------------------------------- | ----------------------- | ------ |
| allgemeine Angelegenheiten Ministerpräsident                     | Victor Marijnen         | KVP    |
| Landwirtschaft und Fischerei stellvertretender Ministerpräsident | Barend Biesheuvel       | ARP    |
| Äußeres                                                          | Joseph Luns             | KVP    |
| Justiz                                                           | Ynso Scholten           | CHU    |
| Inneres                                                          | Edzo Toxopeus           | VVD    |
| Bildung, Kultur und Wissenschaft                                 | Theo Bot                | KVP    |
| Finanzen                                                         | Johan Witteveen         | VVD    |
| Verteidigung                                                     | Piet de Jong            | KVP    |
| Wohnungswesen und Baugewerbe                                     | Pieter Bogaers          | KVP    |
| Verkehr und Wasserwirtschaft                                     | Jan van Aartsen         | ARP    |
| Wirtschaft                                                       | Koos Andriessen         | CHU    |
| Soziales und Gesundheit                                          | Gerard Veldkamp         | KVP    |
| Sozialfürsorge                                                   | Jo Schouwenaar-Franssen | VVD    |

### Staatssekretäre
| Geschäftsbereich                | Staatssekretär                                           | Partei    |
| ------------------------------- | -------------------------------------------------------- | --------- |
| Äußeres                         | Leo de Block ab 3. September 1963                        | KVP       |
| Äußeres                         | Isaäc Nicolaas Theodoor Diepenhorst ab 28. November 1963 | CHU       |
| Bildung, Kunst und Wissenschaft | Hans Grosheide ab 3. September 1963                      | ARP       |
| Bildung, Kunst und Wissenschaft | Louis van de Laar ab 25. Oktober 1963                    | KVP       |
| Finanzen                        | Willem Hendrik van den Berge ab 24. Juli 1963            | parteilos |
| Verteidigung                    | Joop Haex ab 14. August 1963                             | CHU       |
| Verteidigung                    | Adri van Es ab 14. August 1963                           | ARP       |
| Verteidigung                    | Willem den Toom ab 25. November 1963                     | VVD       |
| Verkehr und Wasserwirtschaft    | Mike Keyzer ab 25. Oktober 1963                          | VVD       |
| Wirtschaft                      | Joop Bakker ab 3. September 1963                         | ARP       |
| Soziales und Gesundheit         | Aloysius Bartels ab 3. September 1963                    | KVP       |
| Soziales und Gesundheit         | José de Meijer ab 15. November 1963                      | KVP       |